# Dança dos Famosos
Dança dos Famosos è un talent show trasmesso in Brasile su TV Globo dal 20 novembre 2005 basato sul format svedese Strictly Come Dancing. dove le celebrità prescelte si presentano ad una giuria composta da 5 giudici, di cui 3 facenti parte della giuria artistica e 2 della giuria tecnica. Anche il pubblico e gli spettatori del programma possono votare, valutando ogni coppia. Ogni domenica la coppia che accumula meno punti viene eliminata dal programma. Dalla quarta stagione in poi, dopo l'eliminazione di quattro coppie, avviene un riepilogo. E dopo questo, uomini e donne ballano nella stessa notte.
Questa è l'immagine dell'estinto programma televisivo dominicano Domingão do Faustão, del 6 giugno 2021. a causa della partenza definitiva di Fausto Silva, la squadra è stata elevata al rango di un programma, chiamato Super Dança dos Famosos e con Tiago Leifert, alla guida e ritornò come membro, ma ora nel programma Domingão com Huck, mantenendo lo stesso standard delle 18 stagioni, con la presentazione di Luciano Huck. Si pensava che l'attrazione sarebbe diventata un programma a sé stante una volta per tutte grazie al buon pubblico di oltre a lasciare la domenica, spostarsi al martedì e avere un'esibizione di un artista locale, cosa che non è avvenuta.

## Cast
| Faustão       |
| Tiago Leifert |
| Luciano Huck  |

## Dança dos Famosos 1 (2005)
|  | Karina Bacchi       | Vincitore            |
|  | Alexandre Barillari | Secondo classificato |
|  | Daniela Escobar     | Eliminata            |
|  | Fabiana Karla       | Eliminata            |
|  | Felipe Dylon        | Eliminato            |
|  | Oscar Schmidt       | Eliminato            |
|  | ------------------- | -------------------- |

## Dança dos Famosos 2 (2006)
|  | Juliana Didone | Vincitore            |
|  | Kelly Key      | Seconda classificata |
|  | Pedro Bismarck | Eliminato            |
|  | Thiago Fragoso | Eliminato            |
|  | Sandra de Sá   | Eliminata            |
|  | Dado Dolabella | Eliminato            |
|  | -------------- | -------------------- |

## Dança dos Famosos 3 (2006)
|  | Robson Caetano      | Vincitore            |
|  | Stepan Nercessian   | Secondo classificato |
|  | Babi Xavier         | Eliminata            |
|  | Hortência Marcari   | Eliminata            |
|  | Nívea Maria         | Eliminata            |
|  | Preta Gil           | Eliminata            |
|  | Guilherme Berenguer | Eliminato            |
|  | Oscar Magrini       | Eliminato            |
|  | Mariana Felício     | Eliminata            |
|  | Ricardo Tozzi       | Eliminato            |
|  | Roberta Foster      | Eliminata            |
|  | Daniel Erthal       | Eliminato            |
|  | ------------------- | -------------------- |

## Dança dos Famosos 4 (2007)
|  | Rodrigo Hilbert       | Vincitore            |
|  | Elaine Mickely        | Seconda classificata |
|  | Carmo Dalla Vecchia   | Eliminato            |
|  | Sérgio Loroza         | Eliminato            |
|  | Fernanda Vasconcellos | Eliminata            |
|  | Cristiana Oliveira    | Eliminata            |
|  | Sidney Sampaio        | Eliminato            |
|  | Juan Alba             | Eliminato            |
|  | Fafá de Belém         | Eliminata            |
|  | Mara Manzan           | Eliminata            |
|  | Roberto Guilherme     | Eliminato            |
|  | Ellen Jabour          | Eliminata            |
|  | Carmo Dalla Vecchia   | Eliminato            |
|  | --------------------- | -------------------- |

## Dança dos Famosos 5 (2008)
|  | Christiane Torloni    | Vincitore            |
|  | Rafael Almeida        | Secondo classificato |
|  | Samara Felippo        | Eliminata            |
|  | Marco Antônio Gimenez | Eliminato            |
|  | Francisco Cuoco       | Eliminato            |
|  | Mariana Weickert      | Eliminata            |
|  | Joana Balaguer        | Eliminata            |
|  | Maurício Lima         | Eliminato            |
|  | Perlla                | Eliminata            |
|  | Dudu Nobre            | Eliminato            |
|  | --------------------- | -------------------- |

## Dança dos Famosos 6 (2009)
|  | Paolla Oliveira    | Vincitore            |
|  | Leandro Hassum     | Secondo classificato |
|  | Jonatas Faro       | Terzo classificato   |
|  | Ricardo Pereira    | Eliminato            |
|  | Emanuelle Araújo   | Eliminata            |
|  | Katiuscia Canoro   | Eliminata            |
|  | Rosamaria Murtinho | Eliminata            |
|  | Vampeta            | Eliminato            |
|  | Katiuscia Canoro   | Eliminata            |
|  | Reginaldo Rossi    | Eliminato            |
|  | Helô Pinheiro      | Eliminata            |
|  | ------------------ | -------------------- |

## Dança dos Famosos 7 (2010)
|  | Fernanda Souza      | Vincitore            |
|  | Sheron Menezzes     | Seconda classificata |
|  | André Arteche       | Eliminato            |
|  | Bruno De Luca       | Eliminato            |
|  | Letícia Birkheuer   | Eliminata            |
|  | Diogo Nogueira      | Eliminato            |
|  | Ana Maria Braga     | Eliminata            |
|  | Stênio Garcia       | Eliminato            |
|  | Christine Fernandes | Eliminata            |
|  | Marcelinho Carioca  | Eliminato            |
|  | Wanderléa           | Eliminata            |
|  | Paulo Zulu          | Eliminato            |
|  | ------------------- | -------------------- |

## Dança dos Famosos 8 (2011)
|  | Miguel Roncato    | Vincitore            |
|  | Nelson Freitas    | Secondo classificato |
|  | Odilon Wagner     | Eliminato            |
|  | Roberta Rodrigues | Eliminata            |
|  | Mônica Martelli   | Eliminata            |
|  | Raphael Viana     | Eliminato            |
|  | Guilherme Winter  | Eliminato            |
|  | Milena Toscano    | Eliminata            |
|  | Renata Kuerten    | Eliminata            |
|  | MV Bill           | Eliminato            |
|  | Roberta Miranda   | Eliminata            |
|  | ----------------- | -------------------- |

## Dança dos Famosos 9 (2012)
|  | Rodrigo Simas      | Vincitore            |
|  | Cláudia Ohana      | Seconda classificata |
|  | Bárbara Paz        | Eliminata            |
|  | Kadu Moliterno     | Eliminato            |
|  | Monique Alfradique | Eliminata            |
|  | Cláudia Ohana      | Eliminata            |
|  | Péricles           | Eliminato            |
|  | Júlio Rocha        | Eliminato            |
|  | Sthefany Brito     | Eliminata            |
|  | Rodrigo Minotauro  | Eliminato            |
|  | Gaby Amarantos     | Eliminata            |
|  | Victor Pecoraro    | Eliminato            |
|  | Fernanda Motta     | Eliminata            |
|  | ------------------ | -------------------- |

## Dança dos Famosos 10 (2013)
|  | Carol Castro       | Vincitore            |
|  | Bruna Marquezine   | Seconda classificata |
|  | Tiago Abravanel    | Terzo classificato   |
|  | Klebber Toledo     | Eliminato            |
|  | Adriano Garib      | Eliminato            |
|  | Cacau Protásio     | Eliminata            |
|  | Luana Piovani      | Eliminata            |
|  | Daniel Boaventura  | Eliminato            |
|  | Bia Seidl          | Eliminata            |
|  | Edílson            | Eliminato            |
|  | Ana Beatriz Barros | Eliminata            |
|  | Gusttavo Lima      | Eliminato            |
|  | ------------------ | -------------------- |

## Dança dos Famosos 11 (2014)
|  | Marcello Melo Jr  | Vincitore            |
|  | Paloma Bernardi   | Seconda classificata |
|  | Juliana Paiva     | Terza classificata   |
|  | Giba              | Eliminato            |
|  | Giovanna Ewbank   | Eliminata            |
|  | Lucas Lucco       | Eliminato            |
|  | Anderson Di Rizzi | Eliminato            |
|  | Anitta            | Eliminata            |
|  | Bruno Gissoni     | Eliminato            |
|  | Lucélia Santos    | Eliminata            |
|  | Luís Carlos Miele | Eliminato            |
|  | Vanessa Gerbelli  | Eliminata            |
|  | ----------------- | -------------------- |

## Dança dos Famosos 12 (2015)
|  | Viviane Araújo   | Vincitore            |
|  | Arthur Aguiar    | Secondo classificato |
|  | Mariana Santos   | Terza classificata   |
|  | Igor Rickli      | Eliminato            |
|  | Agatha Moreira   | Eliminata            |
|  | Negra Li         | Eliminata            |
|  | Maurren Maggi    | Eliminata            |
|  | Bruno Boncini    | Eliminato            |
|  | Françoise Forton | Eliminata            |
|  | Fernando Rocha   | Eliminato            |
|  | Érico Bras       | Eliminato            |
|  | Flávio Canto     | Eliminato            |
|  | ---------------- | -------------------- |

## Dança dos Famosos 13 (2016)
|  | Felipe Simas     | Vincitore            |
|  | Sophia Abrahão   | Seconda classificata |
|  | Rainer Cadete    | Terzo classificato   |
|  | Brenno Leone     | Eliminato            |
|  | Nego do Borel    | Eliminato            |
|  | Sidney Magal     | Eliminato            |
|  | Leona Cavalli    | Eliminata            |
|  | Letícia Lima     | Eliminata            |
|  | Solange Couto    | Eliminata            |
|  | Valesca Popozuda | Eliminata            |
|  | Marcelinho       | Eliminato            |
|  | Lisandra Souto   | Eliminata            |
|  | ---------------- | -------------------- |

## Dança dos Famosos 14 (2017)
|  | Maria Joana      | Vincitore            |
|  | Lucas Veloso     | Secondo classificato |
|  | Nicolas Prattes  | Terzo classificato   |
|  | Adriane Galisteu | Eliminata            |
|  | Cris Vianna      | Eliminata            |
|  | Joaquim Lopes    | Eliminato            |
|  | Mariana Xavier   | Eliminata            |
|  | Rafael Zulu      | Eliminato            |
|  | Isabella Santoni | Eliminata            |
|  | Raul Gazolla     | Eliminato            |
|  | Thiago Pereira   | Eliminato            |
|  | Baby do Brasil   | Eliminata            |
|  | ---------------- | -------------------- |

## Dança dos Famosos 15 (2018)
|  | Léo Jaime         | Vincitore            |
|  | Erika Januza      | Seconda classificata |
|  | Dani Calabresa    | Terza classificata   |
|  | Bia Arantes       | Eliminata            |
|  | Danton Mello      | Eliminato            |
|  | Mariana Ferrão    | Eliminata            |
|  | Pâmela Tomé       | Eliminata            |
|  | Sérgio Malheiros  | Eliminato            |
|  | Nando Rodrigues   | Eliminato            |
|  | Deborah Evelyn    | Eliminata            |
|  | Fiuk              | Eliminato            |
|  | Anderson Tomazini | Eliminato            |
|  | ----------------- | -------------------- |

## Dança dos Famosos 16 (2019)
|  | Kaysar Dadour        | Vincitore            |
|  | Dandara Mariana      | Seconda classificata |
|  | Jonathan Azevedo     | Terzo classificato   |
|  | Regiane Alves        | Eliminata            |
|  | Júnior Cigano        | Eliminato            |
|  | Luísa Sonza          | Eliminata            |
|  | Giovanna Lancellotti | Eliminata            |
|  | Matheus Abreu        | Eliminato            |
|  | Bruno Montaleone     | Eliminato            |
|  | Luis Lobianco        | Eliminato            |
|  | Fernanda Abreu       | Eliminata            |
|  | Luíza Tomé           | Eliminata            |
|  | -------------------- | -------------------- |

## Dança dos Famosos 17 (2020)
|  | Lucy Ramos       | Vincitore            |
|  | Danielle Winits  | Seconda classificata |
|  | Giullia Buscacio | Terza classificata   |
|  | Luiza Possi      | Eliminata            |
|  | André Gonçalves  | Eliminato            |
|  | Marcelo Serrado  | Eliminato            |
|  | Guta Stresser    | Eliminata            |
|  | Isabeli Fontana  | Eliminata            |
|  | Belluti          | Eliminato            |
|  | Felipe Titto     | Eliminato            |
|  | Zé Roberto       | Eliminato            |
|  | Danielle Winits  | Eliminata            |
|  | Juliano Laham    | Eliminato            |
|  | ---------------- | -------------------- |

## Super Dança dos Famosos (2021)
|  | Paolla Oliveira     | Vincitore            |
|  | Rodrigo Simas       | Secondo classificato |
|  | Dandara Mariana     | Terza classificata   |
|  | Viviane Araújo      | Eliminata            |
|  | Maria Joana         | Eliminata            |
|  | Sophia Abrahão      | Eliminata            |
|  | Tiago Abravanel     | Eliminato            |
|  | Marcello Melo Jr    | Eliminato            |
|  | Lucy Ramos          | Eliminata            |
|  | Christiane Torloni  | Eliminata            |
|  | Juliana Didone      | Eliminata            |
|  | Robson Caetano      | Eliminato            |
|  | Carmo Dalla Vecchia | Eliminato            |
|  | Odilon Wagner       | Eliminato            |
|  | Arthur Aguiar       | Eliminato            |
|  | Cláudia Ohana       | Eliminata            |
|  | Mariana Santos      | Eliminata            |
|  | Nelson Freitas      | Eliminato            |
|  | ------------------- | -------------------- |

## Dança dos Famosos 19 (2022)
|  | Vitória Strada   | Vincitore            |
|  | Vitão            | Secondo classificato |
|  | Ana Furtado      | Terza classificata   |
|  | Sérgio Menezes   | Eliminato            |
|  | Jéssica Ellen    | Eliminata            |
|  | Jojo Todynho     | Eliminata            |
|  | Douglas Souza    | Eliminato            |
|  | Gil do Vigor     | Eliminato            |
|  | Tierry           | Eliminato            |
|  | Vitão            | Eliminato            |
|  | Xande de Pilares | Eliminato            |
|  | Gkay             | Eliminata            |
|  | Zezé Polessa     | Eliminata            |
|  | ---------------- | -------------------- |

## Dança dos Famosos 20 (2023)
|  | Priscila Fantin   | Vincitore            |
|  | Carla Diaz        | Seconda classificata |
|  | Rafa Kalimann     | Terza classificata   |
|  | Bruno Cabrerizo   | Eliminato            |
|  | Belo              | Eliminato            |
|  | Daiane dos Santos | Eliminata            |
|  | Douglas Silva     | Eliminato            |
|  | Heloísa Périssé   | Eliminata            |
|  | Juliana Alves     | Eliminata            |
|  | Nathanzinho       | Eliminato            |
|  | Thiago Oliveira   | Eliminato            |
|  | Bruno Garcia      | Eliminato            |
|  | Rafael Infante    | Eliminato            |
|  | Gabi Melim        | Eliminata            |
|  | Guito Show        | Eliminato            |
|  | Linn da Quebrada  | Eliminata            |
|  | ----------------- | -------------------- |

## Dança dos Famosos 21 (2024)
|  | Tati Machado      | Vincitore            |
|  | Amaury Lorenzo    | Secondo classificato |
|  | Lucy Alves        | Terza classificata   |
|  | Samuel de Assis   | Eliminato            |
|  | Barbara Reis      | Eliminata            |
|  | Juliano Floss     | Eliminato            |
|  | MC Daniel         | Eliminato            |
|  | Micael Borges     | Eliminato            |
|  | Enrique Díaz      | Eliminato            |
|  | Lexa              | Eliminata            |
|  | Klara Castanho    | Eliminata            |
|  | Talitha Morete    | Eliminata            |
|  | Bárbara Coelho    | Eliminata            |
|  | Henri Castelli    | Eliminato            |
|  | Gabriela Prioli   | Eliminata            |
|  | Matheus Fernandes | Eliminato            |
|  | ----------------- | -------------------- |

## Dança dos Famosos 22 (2025)
|  | Allan Souza Lima   | Concorrenti |
|  | Álvaro Xaro        | Concorrenti |
|  | Catia Fonseca      | Concorrenti |
|  | David Junior       | Concorrenti |
|  | Duda Santos        | Concorrenti |
|  | Fernanda Paes Leme | Concorrenti |
|  | Gracyanne Barbosa  | Concorrenti |
|  | Luan Pereira       | Concorrenti |
|  | Manu Bahtidão      | Concorrenti |
|  | MC Livinho         | Concorrenti |
|  | Nicole Bahls       | Concorrenti |
|  | Richarlyson        | Concorrenti |
|  | Rodrigo Faro       | Concorrenti |
|  | Silvero Pereira    | Concorrenti |
|  | Tereza Seiblitz    | Concorrenti |
|  | Wanessa Camargo    | Concorrenti |
|  | ------------------ | ----------- |